# Lurcy
Lurcy és un municipi francès situat al departament de l'Ain i a la regió d'Alvèrnia-Roine-Alps. L'any 2007 tenia 388 habitants.

## Demografia

### Població
El 2007 la població de fet de Lurcy era de 388 persones. Hi havia 130 famílies de les quals 16 eren unipersonals (4 homes vivint sols i 12 dones vivint soles), 45 parelles sense fills, 57 parelles amb fills i 12 famílies monoparentals amb fills.
La població ha evolucionat segons el següent gràfic:
Habitants censats

### Habitatges
El 2007 hi havia 150 habitatges, 136 eren l'habitatge principal de la família, 7 eren segones residències i 6 estaven desocupats. 141 eren cases i 8 eren apartaments. Dels 136 habitatges principals, 121 estaven ocupats pels seus propietaris i 15 estaven llogats i ocupats pels llogaters; 1 tenia una cambra, 5 en tenien dues, 13 en tenien tres, 26 en tenien quatre i 91 en tenien cinc o més. 114 habitatges disposaven pel capbaix d'una plaça de pàrquing. A 50 habitatges hi havia un automòbil i a 81 n'hi havia dos o més.

### Piràmide de població
La piràmide de població per edats i sexe el 2009 era:
| Homes | Edats   | Dones |
| ----- | ------- | ----- |
| 0     | 95 o +  | 0     |
| 0     | 90 a 94 | 0     |
| 4     | 85 a 89 | 0     |
| 4     | 80 a 84 | 0     |
| 0     | 75 a 79 | 4     |
| 8     | 70 a 74 | 4     |
| 8     | 65 a 69 | 4     |
| 12    | 60 a 64 | 4     |
| 8     | 55 a 59 | 8     |
| 8     | 50 a 54 | 20    |
| 16    | 45 a 49 | 12    |
| 8     | 40 a 44 | 8     |
| 4     | 35 a 39 | 4     |
| 0     | 30 a 34 | 12    |
| 4     | 25 a 29 | 4     |
| 8     | 20 a 24 | 12    |
| 12    | 15 a 19 | 20    |
| 4     | 10 a 14 | 4     |
| 16    | 5 a 9   | 12    |
| 4     | 0 a 4   | 8     |

## Economia
El 2007 la població en edat de treballar era de 249 persones, 206 eren actives i 43 eren inactives. De les 206 persones actives 189 estaven ocupades (105 homes i 84 dones) i 17 estaven aturades (5 homes i 12 dones). De les 43 persones inactives 11 estaven jubilades, 16 estaven estudiant i 16 estaven classificades com a «altres inactius».

### Ingressos
El 2009 a Lurcy hi havia 139 unitats fiscals que integraven 395 persones, la mediana anual d'ingressos fiscals per persona era de 23.020 €.

### Activitats econòmiques
Dels 14 establiments que hi havia el 2007, 5 eren d'empreses de construcció, 4 d'empreses de comerç i reparació d'automòbils, 1 d'una empresa d'hostatgeria i restauració, 1 d'una empresa immobiliària, 1 d'una empresa de serveis i 2 d'entitats de l'administració pública.
Dels 4 establiments de servei als particulars que hi havia el 2009, 2 eren guixaires pintors, 1 lampisteria i 1 restaurant.
Els 2 establiments comercials que hi havia el 2009 eren carnisseries.
L'any 2000 a Lurcy hi havia 10 explotacions agrícoles que ocupaven un total de 378 hectàrees.

## Poblacions properes
El següent diagrama mostra les poblacions més properes.